# Маунт-Гуд-Вілледж (Орегон)
Маунт-Гуд-Вілледж (англ. Mount Hood Village) — переписна місцевість (CDP) в США, в окрузі Клакамас штату Орегон. Населення — 4586 осіб (2020).

## Географія
Маунт-Гуд-Вілледж розташований за координатами 45°19′26″ пн. ш. 121°59′26″ зх. д. / 45.32389° пн. ш. 121.99056° зх. д. (45.323900, -121.990496).  За даними Бюро перепису населення США в 2010 році переписна місцевість мала площу 67,72 км², з яких 67,71 км² — суходіл та 0,00 км² — водойми.

## Демографія
Згідно з переписом 2010 року, у переписній місцевості мешкали 4864 особи в 2127 домогосподарствах у складі 1359 родин. Густота населення становила 72 особи/км².  Було 3635 помешкань (54/км²).
Расовий склад населення:
| - 93,0 % — білих - 1,3 % — корінних американців - 0,7 % — азіатів - 0,1 % — вихідців з тихоокеанських островів - 0,1 % — чорних або афроамериканців - 2,0 % — осіб інших рас |

До двох чи більше рас належало 2,8 %. Частка іспаномовних становила 5,6 % від усіх жителів.
За віковим діапазоном населення розподілялося таким чином: 17,9 % — особи молодші 18 років, 66,8 % — особи у віці 18—64 років, 15,3 % — особи у віці 65 років та старші. Медіана віку мешканця становила 47,4 року. На 100 осіб жіночої статі у переписній місцевості припадало 112,0 чоловіків;  на 100 жінок у віці від 18 років та старших — 111,3 чоловіків також старших 18 років.
Середній дохід на одне домашнє господарство  становив 76 806 доларів США (медіана — 63 348), а середній дохід на одну сім'ю — 89 711 долар (медіана — 75 444). Медіана доходів становила 52 527 доларів для чоловіків та 43 750 доларів для жінок. За межею бідності перебувало 7,6 % осіб, у тому числі 3,8 % дітей у віці до 18 років та 8,1 % осіб у віці 65 років та старших.
Цивільне працевлаштоване населення становило 2533 особи. Основні галузі зайнятості: мистецтво, розваги та відпочинок — 27,1 %, роздрібна торгівля — 16,5 %, освіта, охорона здоров'я та соціальна допомога — 11,8 %, фінанси, страхування та нерухомість — 9,5 %.